# 冒险雷探长
《冒险雷探长》（英語：Lei's Adventures）是一部旅游探秘类网络纪录片。2014年6月18日于优酷上播出，每集时长约25-30分钟，每周三更新一集。节目制片人、摄像、编导和主持人均为本名陈雷的「雷探长」 。

## 节目簡介
陈雷是上海人，畢業於上海戲劇學院導演系。1997年香港回歸時參與編排晚會，賺得人生第一桶金，從此開始編導生涯。2010年上海世博會期間擔任非洲文藝的現場編導，同時與CCTV-1合作每日直播節目《天天世博會》，介紹外國文化。之后獨自一人游走70多個國家，身兼制片人、導演、攝影和出鏡主持人數職，拍攝並制作熱播紀錄片《冒險雷探長》。
2014年6月10日，纪录片《冒險雷探長》以網路形式开播。陳雷开始被网友关注，影片主旨是走访失落的古迹探寻人类未解之谜，还原旅行真实事件为中心，这部纪录片以鲜明的个人风格，独特的视角，把国外旅行中不为人知的一面展现出来，由于全程自拍的特殊效果把观众带入真实的探险环境中而受到网络追捧和热议。自开播至今，《冒险雷探长》的点击量已经突破6800万。
2017年7月8日，书籍《冒险雷探长：秘境诅咒》发行。以旅行線路為主線，以國家和地區為界限，講述旅行所經埃及、土耳其、巴基斯坦、阿富汗、尼泊爾、印度、朝鮮、日本、墨西哥、古巴等國家所發生的冒險故事，挖掘紀錄片背后未講述的冒險經歷。
2020年1月1日，繼《冒險雷探長：祕境詛咒》之後，雷探長繼續推出原創圖書《冒險雷探長2：遺失祕境》。本書以雷探長的探險旅行線路為主線，突出探索和探險的主題，講述旅行所經外高加索三國、歐洲八國、歐亞四國以及東南亞三國所發生的探險驚奇故事。